# Gary Clark
Ne doit pas être confondu avec Gary Clark, Jr., chanteur et guitariste.
Pour les articles homonymes, voir Clark.
Gary Clark Jr., né le 16 novembre 1994 à Smithfield en Caroline du Nord, est un joueur américain de basket-ball. Il évolue au poste d'ailier fort.

## Biographie

### Carrière universitaire
Après avoir joué au lycée de Clayton en Caroline du Nord, il choisit d'entrer à l'université de Cincinnati le 18 septembre 2013 alors qu'il était courtisé par l'université d'État de Caroline du Nord.
Clark a un impact immédiat dans l'équipe des Bearcats de Cincinnati, en étant titularisé dès le premier jour et en devenant le premier joueur de première année à commencer une saison dans le cinq de départ depuis Lance Stephenson. À la fin de la saison de l'American Athletic Conference (AAC), il est nommé dans l'équipe des meilleurs joueurs de première année de la ligue. Pour sa première année, Clark a des moyennes de 7,8 points, 7,2 rebonds, 1,0 interception et 1,3 contre par match.
Dans sa deuxième saison, la saison de sophomore, Clark devient l'un des meilleurs joueurs défensifs de l'AAC. Avec des moyennes de 10,4 points, 8,8 rebonds, 1,2 interception et 1,5 contre par match, il est nommé dans le second meilleur cinq majeur de l'AAC et le meilleur défenseur de l'année.
Pour sa troisième année, la saison de junior, Clark est nommé dans le meilleur cinq majeur de l'AAC en pré-saison avec des moyennes de 10,8 points et 7,9 rebonds par match.
A la fin de sa dernière année universitaire, la saison de sénior, Clark est nommé meilleur joueur de l'AAC et meilleur défenseur de l'AAC de la saison 2017-2018. Il a des moyennes de 12,7 points, 8,0 rebonds et 1,3 contre par match. Clark mène Cincinnati au titre de la saison régulière de l'AAC. Il est le meilleur joueur du tournoi de l'AAC avec moyennes de 16,3 points et 11,7 rebonds. Clark marque le lancer-franc alors qu'il reste quatre secondes à jouer pour donner la victoire 56 à 55 aux Bearcats dans le match pour le titre de champion.

### Carrière professionnelle

#### Rockets de Houston (2018-jan.2020)
Le 21 juin 2018, lors de la draft 2018 de la NBA, automatiquement éligible, il n'est pas sélectionné.
Le 24 juin 2018, il signe un two-way contract avec les Rockets de Houston.
Le 6 décembre 2018, les Rockets de Houston annoncent que son contrat two-way est transformé en contrat de 3 ans pour 3,7 millions de dollars. Le 7 janvier 2020, son contrat est coupé.

#### Magic d'Orlando (jan.2020 - mars 2021)
Le 14 janvier 2020, il signe un contrat de 10 jours avec le Magic d'Orlando. Le 8 février, il y signe un contrat jusqu'à la fin de la saison.
À l'intersaison 2020, il re-signe avec le Magic pour un contrat de 4,1 millions de dollars sur deux ans.

#### Nuggets de Denver (mars - avril 2021)
Le 25 mars 2021, il est transféré aux Nuggets de Denver. Il est coupé le 8 avril 2021.

#### 76ers de Philadelphie (mai - juin 2021)
En mai 2021, il signe un contrat two-way en faveur des 76ers de Philadelphie.

#### Pelicans de La Nouvelle-Orléans (décembre 2021 - 2022)
En décembre 2021, il s'engage en faveur des Pelicans de La Nouvelle-Orléans. Il est licencié début janvier puis signé en contrat two-way.

## Palmarès
- 3e place au championnat des Amériques 2022
- NBA G League champion (2019)
- AAC Player of the Year (2018)
- 2× AAC Defensive Player of the Year (2016, 2018)
- First-team All-AAC (2018)
- Second-team All-AAC (2016)
- AAC Tournament MVP (2018)

## Statistiques

### Universitaires
| Saison    | Équipe     | Matchs | Titul. | Min./m | % Tir | % 3pts | % LF | Rbds/m. | Pass/m. | Int/m. | Ctr/m. | Pts/m. |
| --------- | ---------- | ------ | ------ | ------ | ----- | ------ | ---- | ------- | ------- | ------ | ------ | ------ |
| 2014-2015 | Cincinnati | 34     | 34     | 27,8   | 52,4  | 0,0    | 62,5 | 7,24    | 1,68    | 1,03   | 1,32   | 7,79   |
| 2015-2016 | Cincinnati | 33     | 32     | 30,4   | 51,9  | 52,0   | 68,7 | 8,79    | 2,12    | 1,24   | 1,48   | 10,42  |
| 2016-2017 | Cincinnati | 36     | 34     | 28,6   | 52,9  | 28,6   | 69,7 | 7,86    | 2,11    | 1,00   | 1,17   | 10,81  |
| 2017-2018 | Cincinnati | 36     | 36     | 28,5   | 52,6  | 43,5   | 74,1 | 8,69    | 2,11    | 1,42   | 1,22   | 12,89  |
| Carrière  | Carrière   | 139    | 136    | 28,8   | 52,5  | 38,3   | 69,8 | 8,14    | 2,01    | 1,17   | 1,29   | 10,52  |

### Professionnelles
Légende :
gras = ses meilleures performances

#### Saison régulière
| Saison    | Équipe   | Matchs | Titul. | Min./m | % Tir | % 3pts | % LF  | Rbds/m. | Pass/m. | Int/m. | Ctr/m. | Pts/m. |
| --------- | -------- | ------ | ------ | ------ | ----- | ------ | ----- | ------- | ------- | ------ | ------ | ------ |
| 2018-2019 | Houston  | 51     | 2      | 12,6   | 33,1  | 29,7   | 100,0 | 2,27    | 0,35    | 0,39   | 0,51   | 2,90   |
| 2019-2020 | Houston  | 18     | 0      | 11,8   | 39,0  | 35,3   | 85,7  | 2,22    | 0,67    | 0,11   | 0,39   | 3,89   |
| 2019-2020 | Orlando  | 24     | 5      | 14,8   | 41,9  | 35,0   | 100,0 | 2,92    | 0,21    | 0,17   | 0,62   | 3,58   |
| 2020-2021 | Orlando  | 35     | 11     | 18,2   | 30,5  | 28,7   | 80,0  | 3,20    | 0,86    | 0,34   | 0,20   | 3,40   |
| 2020-2021 | Denver   | 2      | 0      | 2,0    | 0,0   | 0,0    | 0,0   | 0,50    | 0,00    | 0,00   | 0,00   | 0,00   |
| Carrière  | Carrière | 130    | 18     | 14,2   | 34,7  | 31,1   | 88,9  | 2,61    | 0,50    | 0,29   | 0,42   | 3,25   |

Dernière mise à jour le 8 avril 2021.

#### Playoffs
| Saison   | Équipe   | Matchs | Titul. | Min./m | % Tir | % 3pts | % LF | Rbds/m. | Pass/m. | Int/m. | Ctr/m. | Pts/m. |
| -------- | -------- | ------ | ------ | ------ | ----- | ------ | ---- | ------- | ------- | ------ | ------ | ------ |
| 2019     | Houston  | 2      | 0      | 1,9    | 0,0   | 0,0    | 0,0  | 0,50    | 0,00    | 0,00   | 0,00   | 0,00   |
| 2020     | Orlando  | 5      | 5      | 28,7   | 33,3  | 34,4   | 80,0 | 5,60    | 1,40    | 1,00   | 0,40   | 7,40   |
| Carrière | Carrière | 7      | 5      | 21,0   | 33,3  | 34,4   | 80,0 | 4,14    | 1,00    | 0,71   | 0,29   | 5,29   |

Dernière mise à jour au terme de la saison 2019-2020.

## Records sur une rencontre en NBA
Les records personnels de Gary Clark en NBA sont les suivants, :
| Type de statistique        | Saison régulière | Saison régulière         | Saison régulière | Playoffs | Playoffs             | Playoffs     |
| Type de statistique        | Record           | Adversaire               | Date             | Record   | Adversaire           | Date         |
| -------------------------- | ---------------- | ------------------------ | ---------------- | -------- | -------------------- | ------------ |
| Points                     | 17               | Warriors de Golden State | 10 avril 2022    | 15       | @ Bucks de Milwaukee | 18 août 2020 |
| Paniers marqués            | 6                | Warriors de Golden State | 10 avril 2022    | 4        | 2 fois               | 2 fois       |
| Paniers tentés             | 11               | Cavaliers de Cleveland   | 28 décembre 2021 | 12       | @ Bucks de Milwaukee | 18 août 2020 |
| Paniers à 3 points réussis | 4                | 4 fois                   | 4 fois           | 4        | 2 fois               | 2 fois       |
| Paniers à 3 points tentés  | 10               | Cavaliers de Cleveland   | 28 décembre 2021 | 12       | @ Bucks de Milwaukee | 18 août 2020 |
| Lancers francs réussis     | 3                | 2 fois                   | 2 fois           | 3        | @ Bucks de Milwaukee | 18 août 2020 |
| Lancers francs tentés      | 4                | Spurs de San Antonio     | 16 décembre 2019 | 3        | @ Bucks de Milwaukee | 18 août 2020 |
| Rebonds offensifs          | 5                | Warriors de Golden State | 10 avril 2022    | 2        | @ Bucks de Milwaukee | 29 août 2020 |
| Rebonds défensifs          | 8                | Heat de Miami            | 10 février 2022  | 7        | Bucks de Milwaukee   | 22 août 2020 |
| Rebonds totaux             | 9                | Heat de Miami            | 10 février 2022  | 8        | Bucks de Milwaukee   | 22 août 2020 |
| Passes décisives           | 4                | Kings de Sacramento      | 27 janvier 2021  | 3        | Bucks de Milwaukee   | 22 août 2020 |
| Interceptions              | 3                | Heat de Miami            | 10 février 2022  | 2        | Bucks de Milwaukee   | 22 août 2020 |
| Contres                    | 4                | Kings de Sacramento      | 17 novembre 2018 | 1        | 2 fois               | 2 fois       |
| Balles perdues             | 2                | 5 fois                   | 5 fois           | 1        | 2 fois               | 2 fois       |
| Minutes jouées             | 35               | Hornets de Charlotte     | 24 janvier 2021  | 35       | Bucks de Milwaukee   | 22 août 2020 |

- Double-double : 0
- Triple-double : 0

Dernière mise à jour : 14 août 2022